# Garfield, champion du rire
Série
Reviens, Garfield !
(2007) Super Garfield
(2009)
Pour plus de détails, voir Fiche technique et Distribution.
Garfield, champion du rire ou Garfield : Panne d'humour au Québec (Garfield's Fun Fest) est un téléfilm d'animation américain réalisé par Mark Dippé et Eondeok Han, sorti directement en DVD en 2008.
Mettant en scène le personnage de Garfield, issu de la bande dessinée homonyme, il fait suite à Reviens, Garfield ! (2007) et précède Super Garfield (2009).

## Distribution
- Frank Welker: Garfield
- Wally Wingert: Jon Arbuckle
- Gregg Berger : Odie
- Jason Marsden: Nermal
- Neil Ross: Wally / Charles
- Audrey Wasilewski: Arlène
- Stephen Stanton: Randy
- Greg Eagles: Ellie
- Fred Tatasciore: Billy Bear / Waldo / Eric

### Voix françaises
- Gérard Surugue : Garfield
- Bruno Choël : Jon Arbuckle
- Éric Missoffe : Freddy
- Emmanuel Rausenberger : Charles
- Véronique Soufflet : Arlène
- Marc Saez : Ramone, Nermal
- Marie Diot : Stanislavski
- Gilbert Levy : Elie, voix additionnelles